# Tomas Åhnstrand
Erik Tomas Åhnstrand, född 5 februari 1982 i Söderhamn, är en svensk skådespelare.

## Filmografi
- 2003 – Spökafton (TV-serie) i det fristående avsnittet Ensamrummet
- 2003 – Järnvägshotellet (TV-serie)
- 2011 – Karatefylla (TV-serie)
- 2012–2013 – Partaj (TV-serie)
- 2014 – ÄntligenHelg! (TV-serie)
- 2014 – Bastuklubben (TV-serie)
- 2016 – Vårdgården (TV-serie)
- 2017 – Monky
- 2018 – Gräns
- 2020 – Sommaren med släkten
- 2020 – Rebecka Martinsson (TV-serie)

## Teater

### Roller
| År   | Roll            | Produktion                                                                     | Regi                     | Teater         |
| ---- | --------------- | ------------------------------------------------------------------------------ | ------------------------ | -------------- |
| 2012 | Nils Holgersson | Nils Holgersson (Nils Holgerssons underbara resa genom Sverige) Selma Lagerlöf | Jakob Hultcrantz Hansson | Västanå teater |

### Fotnoter
1. ↑  Markus Norin (31 mars 2025). ”Söderhamnssonen tog sin vinnarskalle in i skådespeleriet – aktuell med ny humorserie på SVT”. Hela Hälsingland. https://www.helahalsingland.se/artikel/soderhamn/soderhamnssonen-tog-sin-vinnarskalle-in-i-skadespeleriet-aktuell-med-ny-humorserie-pa-svt. Läst 1 mars 2019.
2. ↑  Ingegärd Waaranperä (12 mars 2012). ”'Nils Holgersson' på Västanå teater”. Dagens Nyheter. https://www.dn.se/kultur-noje/scenrecensioner/nils-holgersson-pa-vastana-teater/. Läst 1 december 2024.